# سیارک ۷۰۸۱
سیارک ۷۰۸۱ (به انگلیسی: 7081 Ludibunda، نامگذاری:1987QF7) هفت هزار و هشتاد و یکمین سیارک کشف شده‌است که در ۳۰ اوت ۱۹۸۷ کشف شد.
قدر مطلق سیارک برابر ۱۲٫۸۰ است.